# ラ・スクムーン
『ラ・スクムーン』（原題: La Scoumoune）は、1972年のフランスの暗黒映画（フィルム・ノワール）。
監督はジョゼ・ジョヴァンニ、出演はジャン＝ポール・ベルモンドとクラウディア・カルディナーレなど。
ジョゼ・ジョヴァンニの1958年の小説『ひとり狼（原題：L’Excommunié）』をジョヴァンニ自らの脚色・監督で映画化した作品である。またジャン・ベッケル監督の1961年公開の『勝負をつけろ』も『ひとり狼』を原作とした作品であり、ジョヴァンニ自身がベッケルと共に脚本を担当しており、主演も同じくジャン＝ポール・ベルモンドである。
なお、原作小説はジョヴァンニ監督が、若い時にペルピニヤン・サンテ監獄で知り合った実在の一匹狼をモデルにした作品である。

## キャスト
| 役名                   | 俳優                         | 日本語吹替                                           |
| 役名                   | 俳優                         | 日本テレビ版                                         |
| ---------------------- | ---------------------------- | ---------------------------------------------------- |
| ロベルト               | ジャン＝ポール・ベルモンド   | 今井健二                                             |
| ジョルジア             | クラウディア・カルディナーレ | 小原乃梨子                                           |
| ザビエ                 | ミシェル・コンスタンタン     | 内藤武敏                                             |
| ビアノバ               | アルド・バフィ・ランディ     | 南原宏治                                             |
| ストリング（フィセル） | アラン・モテ                 | 草薙幸二郎                                           |
| エレガント（オシャレ） | ミシェル・ペイルロン         | 上田敏也                                             |
| ミグリ（ミゲル）       | エンリケ・ルセロ             | 小林勝彦                                             |
| ファンファン           | フィリップ・ブリザール       | 円谷文彦                                             |
| ボナマン               | マルク・エイロー             | 野本礼三                                             |
| リドー                 | アルベール・オージエ         | 村松康雄                                             |
| クラブ・オーナー       | ニコラス・ボーゲル           | 飯塚昭三                                             |
| オシャレのジャノ       | ジャック・ブルネ             | 青野武                                               |
| 若いギャング           | ジェラール・ドパルデュー     |                                                      |
| カーロ（カルロ）       | ジャック・ドバリー           |                                                      |
| 弁護士                 | ジャン＝クロード・ミシェル   |                                                      |
| 所長                   | ピエール・コレ               |                                                      |
| シプリアーノ           | ルチアーノ・カテナッチ       |                                                      |
| ペペ                   | ジャン・ゲミン               |                                                      |
| モリス                 | アンリ・ヴィルベール         |                                                      |
| ヤコブ                 | ジャック・リスパル           |                                                      |
| 爆死する囚人           | ドミニック・ザルディ         |                                                      |
| フレディ               | ガブリエル・ブリアン         |                                                      |
| ビアノバの情婦         | マリー=クロード・メストラル  |                                                      |
| 強盗                   | エルヴェ・サンド             |                                                      |
| 技師                   | ピエール・ダニー             |                                                      |
| 不明 その他            |                              | 藤本譲 徳丸完 糸博 国坂伸 峰恵研 坂井志満 三枝みち子 |
|                        |                              |                                                      |
| 演出                   | 演出                         | 田島荘三                                             |
| 翻訳                   | 翻訳                         | 大野隆一                                             |
| 効果                   | 効果                         | 美見プロ                                             |
| 調整                   |                              |                                                      |
| 制作                   | 制作                         | コスモプロモーション                                 |
| 解説                   | 解説                         | 水野晴郎                                             |
| 初回放送               | 初回放送                     | 1975年6月11日 『水曜ロードショー』                   |

## スタッフ
- 監督：ジョゼ・ジョヴァンニ
- 製作：レイモン・ダノン（フランス語版）
- 脚本：ジョゼ・ジョヴァンニ
- 音楽：フランソワ・ド・ルーベ
- 撮影：アンドレア・ウィンディング（フランス語版）
- 字幕監修：高瀬鎮夫

## 本作の評価やファンなど
『映画秘宝』のオールタイムベスト2017において漫画家の島田虎之介が本作を自身のベスト10に入れている。
宇多丸のラジオ「アフター6ジャンクション」の2020年のベルモンド特集において、江戸木純をゲストに招きベルモンド特集を放送したが、ベルモンドの大ファンである、江戸木とちがい宇多丸は、それほど熱心にベルモンドは見ていないが、フレンチノワールのファンということもあり、ベルモンドの「いぬ」と共に本作は大好きな作品であると発言。
フレンチ・ノワールから影響を受けたことで知られている香港のジョン・ウーが絶賛している作品であり、「男たちの挽歌」の二丁拳銃は本作のベルモンドの影響である
淀川長治は著書で試写で鑑賞した本作を「フランス暗黒街もの。ベルモンド貫禄示す。」と寸評を書き、『ブルー・ハワイ』と共に東京12チャンネル（現・テレビ東京）の『淀川長治の映画専科』で解説と共に紹介した。